# Ed Biedenbach
Edward Joseph Biedenbach, detto Ed (Pittsburgh, 12 agosto 1945), è un ex cestista e allenatore di pallacanestro statunitense, professionista nella NBA.

## Carriera
Venne selezionato dai St. Louis Hawks al nono giro del Draft NBA 1967 (96ª scelta assoluta) e dai Los Angeles Lakers al quarto giro del Draft NBA 1968 (45ª scelta assoluta).